# Тушна
Тушна́ (прежнее название Тушинская слобода) — село в Сенгилеевском районе Ульяновской области. Административный центр Тушнинского сельского поселения. 

## География
Муниципальное образование Тушнинское сельское поселение расположено на территории Сенгилеевского района Ульяновской области в 24 км от районного центра г. Сенгилей и в 45 км от областного центра г. Ульяновск. Площадь — 453,21 кв.км. Население на 01.01.2008 г. — 3910 человек. Сельское поселение включает в себя шесть населенных пунктов: 
Почти у самого села Ключищ начинается Арбугинский (или как он ныне называется «Арбуженский») лес и тянется на десятки верст. Этим лесом, более чем на двадцать верст, идет почтовая дорога в село Тушну. Не доезжая до села, местность понижается к речке Тушонке, а за нею, на склоне небольшого гребня, стоит село Тушна. Через село протекает речка Атца, приток р. Тушонки, отделяющая селение от волжского хребта, идущего по восточной окраине села. 

## История
Слобода Тушнинская, на речке Атце, на Арбугинских полях, была основана в середине XVII века на подступах к Синбирску и Симбирской черте. Но заселятся здесь начали раньше ещё в начале XVII  века беглыми крестьянами, до основания Симбирска. В 1666 году из подмосковных Шелешинских каменоломен сюда переселились 25 семей бутников, которые снабжали строительство Симбирска диким камнем из окрестностей Тушны. В конце XVII века сюда были переселены новокрещенные мордва и чуваши, а в начале 18 века – русские крепостные. 
По «Описи слободам на Арбугинских полях. 1678 года.», «всего в Тушнинской слободе 55 дворов крестьянских, всего в них людей 290 чел., 39 дворов бобыльских, людей в них 72 чел.; обоего 94 двора, людей в них 362 человека».
В 1780 году, при создании Симбирского наместничества, село Тушна, при речке Тушнянке, ясашных крестьян, дворцовых крестьян, не знающих своих помещиков крестьян, вошло в состав Сенгилеевского уезда. С 1796 года в Симбирском уезде Симбирской губернии.
В 1859 году с Тушна, на почтовом тракте из г. Симбирска в г. Оренбург, входило во 2-й стан  Симбирского уезда Симбирской губернии.
Село Тушна принадлежит к числу самых больших и богатых селений Симбирскаго уезда, хотя благоденствие его жителей сильно пострадало летом 1895 года, когда была истреблена пожаром чуть не половина села: пожар продолжался двое суток и из 721 двора сгорело 306. До настоящего времени население не может ещё вполне оправиться от этого бедствия. В с. Тушне 4423 человека жителей (2140 муж. и 2283 жен.), более чем в уездном городе Буинске. Общество бывших удельных крестьян пользуется надельного землею в количестве 9115 дес. (усадебной — 136 дес. 600 саж., пахотной — 7370 дес., выгону — 309 дес. 600 саж. заливных лугов — 1064 дес. 600 саж. и неудобной — 235 дес. 600 саж.), по полторы десятины пахотной земли в каждом поле на одну наличную душу. Земля здесь очень плохая, с значительною примесью белого камня; поля не равные, делятся на мелкие загоны, смотря по качеству земли, так что в одном поле иному домохозяину, на одну душу, достается шесть загонов, все разной длины и ширины. В общественном наделе есть меловыя горы; у общества их арендует богатый купец из Шиловских крестьян Гаврилов, но он эти горы не ломает, а снимает только ради того, чтобы у него не было конкурентов, так как он этим делом занимается, в обширных размерах, в Шиловских горах. Так как земля очень плохая и, несмотря на усиленное удобрение, никогда не дает хорошего урожая, то очень многие из Тушнинских вовсе не занимаются хлебопашеством, а кто уходит на Волгу бурлачить, кто занимается садоводством. Ежегодно, раннею весною, до 200 человек, из местных нанимаются матросами на пароходы, или уходят в Астрахань на рыбные промыслы, а иные и в г. Баку — на нефтяные заводы и лишь зимой возвращаются домой с более или менее значительным заработком, которого хлебопашество не дает и при хорошей земле. В последние 15 лет разведено в селе много садов и нынче почти у каждого домохозяина, кроме бурлаков, есть сад, у некоторых даже больше — десятинах на двух.
В с. Тушне открыт с 1868 года базар, еженедельно; по субботам (кроме летнего рабочего времени) и один раз в год бывает ярмарка — в день десятой пятницы по Пасхе, на ярмарку привозят товара тысяч на двадцать, но продается едва лишь десятая часть.
Ныне существующая в с. Тушне каменная трехпрестольная церковь построена в 1831 году и освящена во имя св. архистратига Михаила и прочих сил бесплотных, в правом придел в честь Богоявления Господня и в левом во имя св. мученицы Параскевы, на месте сгоревшей в 1812 году деревянной церкви, время построения которой неизвестно. В церкви хранится древняя явленная икона св. Параскевы мученицы, почитаемая чудотворной. Церковной причт пользуется весьма значительным количеством земли: общество ему дает 170 дес. пашни и 800 десятин сенокосных лугов. 
Здесь две школы: мужская существует с 1840 года и тогда же построен для школы отдельный дом; в эту школу ходят ребята и из соседней деревни Бобылевки, за 4 версты. С 1895 года построена и для девочек отдельная школа. В 1896 году при мужской школе открыта бесплатная народная библиотека-читальня, на средства уездного земства, а в 1898 году местное крестьянское общество построило для библиотеки особое здание. 

## Современное время
С 2005 года село Тушна — административный центр: село Шиловка, село Артюшкино, село Смородино, село Екатериновка, пос. Потапиха.
В 2021 году в селе и его окрестностях снимался т/с «Пять минут тишины. Симбирские морозы», показанные на канале «НТВ».

## Население
| Год  | Число дворов | Число жителей | Примечания                                                                |
| ---- | ------------ | ------------- | ------------------------------------------------------------------------- |
| 1678 | 94           | 362           | .                                                                         |
| 1780 |              | 1389          | ясашных крестьян, дворцовых крестьян, не знающих своих помещиков крестьян |
| 1859 | 414          | 3301          | 1487 муж. и 1814 жен., Церковь православная 1. Почтовая станция.          |
| 1903 |              | 4423          | (2140 муж. и 2283 жен.)                                                   |
| 1913 | 874          | 5744          | (2875 муж. и 2869 жен.)                                                   |
| 1931 | 1247         | 6247          |                                                                           |
| 2008 |              | 3910          |                                                                           |

## Экономика
Основой экономического потенциала являются предприятия сельскохозяйственного и перерабатывающего назначения - производственные подразделения СПК имени Гая и СПК «Шиловский». 

## Достопримечательности
- ООПТ «Каменистые меловые степи у села Тушна»[18][19]

- Храм Святой великомученицы Параскевы Пятницы[20].
- У села Тушна находится родник «Богомольный» (другое название – родник «Часовенный») , святой источник великомученицы Параскевы Пятницы[21][22].

## Известные уроженцы
- Климахин, Сергей Ефимович (1902—1959) — советский военачальник, гвардии полковник.
- Жуков, Вадим Юрьевич (1942 — 2009) — советский, российский испытатель парашютно-авиационной техники, Заслуженный парашютист-испытатель СССР (1985).

## Галерея
- Каменистая степь у села Тушна.
- Степи у Тушны.
- Тушнинская степь и заросли лоха.
- Меловые холмы.
- Каменистые меловые степи у села Тушна.
- Меловые степи.